# Линен, Феодор
Феодор Феликс Конрад Ли́нен (нем. Feodor Felix Konrad Lynen; 6 апреля 1911, Мюнхен — 6 августа 1979, там же) — немецкий биохимик. Фундаментальные исследования метаболизма жирных кислот и холестерина в организме. Лауреат Нобелевской премии по физиологии и медицине 1964 года «за открытия, касающиеся механизмов и регуляции обмена холестерина и жирных кислот».

## Биография
Феодор Феликс Конрад Линен родился в Мюнхене в семье ученого. В 1930 году поступил в Мюнхенский университет. Обучался на химическом факультете. В числе его педагогов был Нобелевский лауреат профессор Генрих Виланд. В 1937 году защитил диссертацию «О токсических веществах в мухоморе». В этом же году, 14 мая, женился на Еве Виланд, дочери Генриха Виланда. Остался работать в университете, специализируясь в области биохимии.
От призыва в армию был освобожден по состоянию здоровья.
С 1942 году занимался преподавательской деятельностью. В 1947 году становится доцентом, а в 1953 году — профессором биохимии Мюнхенского университета.
В 1964 году, вместе с Конрадом Блохом, получает Нобелевскую премию по физиологии и медицине "за открытия, касающиеся механизмов и регуляции обмена холестерина и жирных кислот.
Иностранный член Национальной академии наук США (1962), Лондонского королевского общества (1975).

## Награды
В число наград входят
- Памятная медаль Либиха (1955)
- Медаль Каруса[нем.] Леопольдины (1961)
- Медаль Отто Варбурга[англ.] (1963)
- Премия столетия (1964)
- Нобелевская премия по физиологии и медицине (1964)
- Pour le Mérite (1971)
- Австрийский почётный знак «За науку и искусство» (1972)